# Rezerwat przyrody Stok Szyndzielni

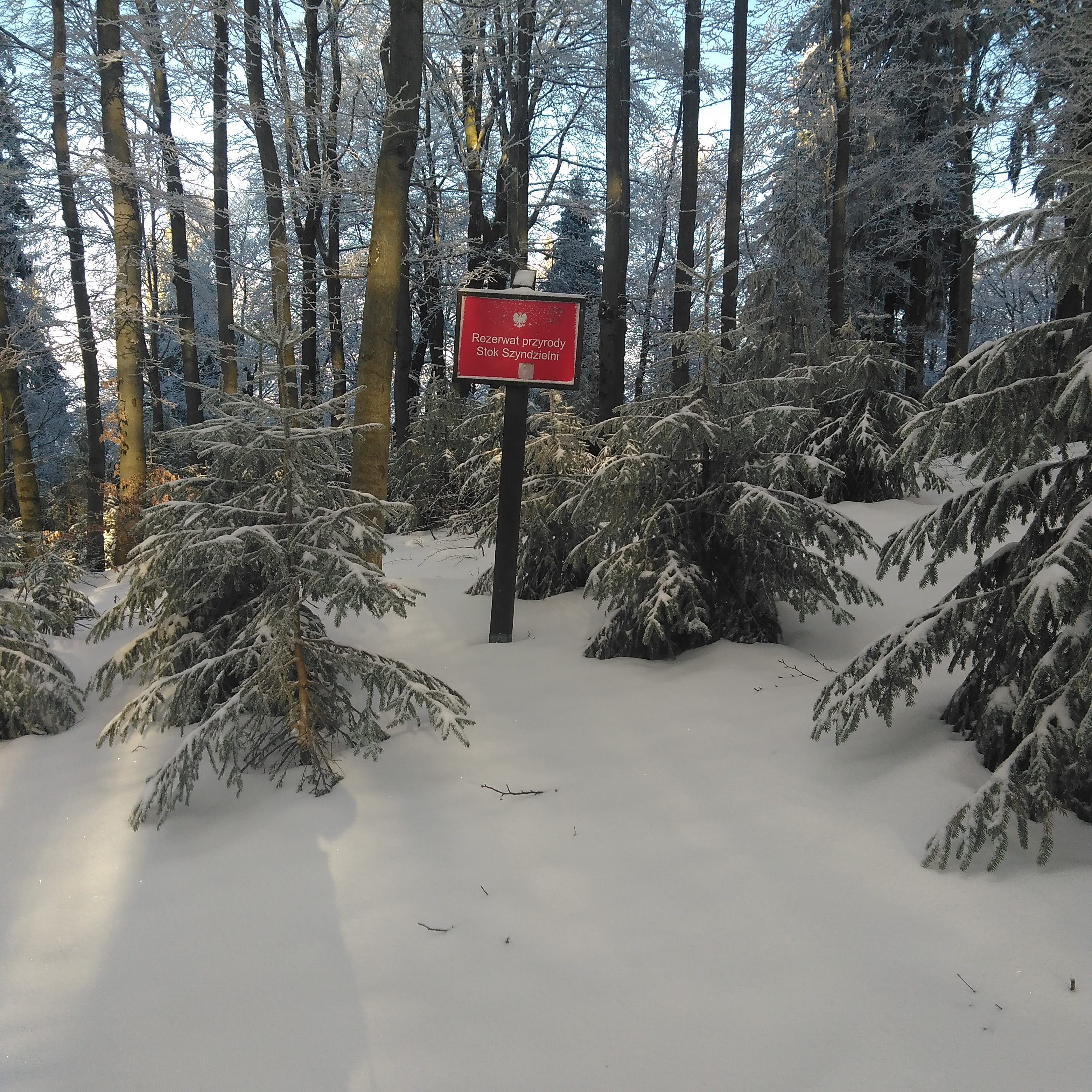
Rezerwat przyrody "Stok Szyndzielni" zimą.

Rezerwat przyrody „Stok Szyndzielni” – leśny rezerwat przyrody w dzielnicy Wapienica w Bielsku-Białej. Utworzony zarządzeniem Ministra Leśnictwa z 5 listopada 1953 r. (M.P. z 1953 r. nr 107, poz. 1438). Leży w granicach Parku Krajobrazowego Beskidu Śląskiego. Rezerwat ma powierzchnię 54,96 ha, z czego 54,77 ha jest objęte ochroną ścisłą, a 0,19 ha ochroną czynną.
„Stok Szyndzielni” jest jednym z najstarszych rezerwatów przyrody w Beskidzie Śląskim. Wbrew mylącej nazwie, rezerwat nie znajduje się na Szyndzielni, obejmuje on strome stoki góry Trzy Kopce, opadające na północ i północny wschód ku Dolinie Wapienicy i potokowi Barbara, uchodzącemu niżej do Jeziora Wielka Łąka.
Ochronie podlegają naturalne zespoły leśne regla dolnego oraz pogranicza regla dolnego i górnego:
- dolnoreglowy bór jodłowo-świerkowy
- zachodniokarpacka świerczyna górnoreglowa
- kwaśna buczyna górska
- żyzna buczyna karpacka
- jaworzyna z miesiącznicą trwałą